# Громов, Михаил Михайлович

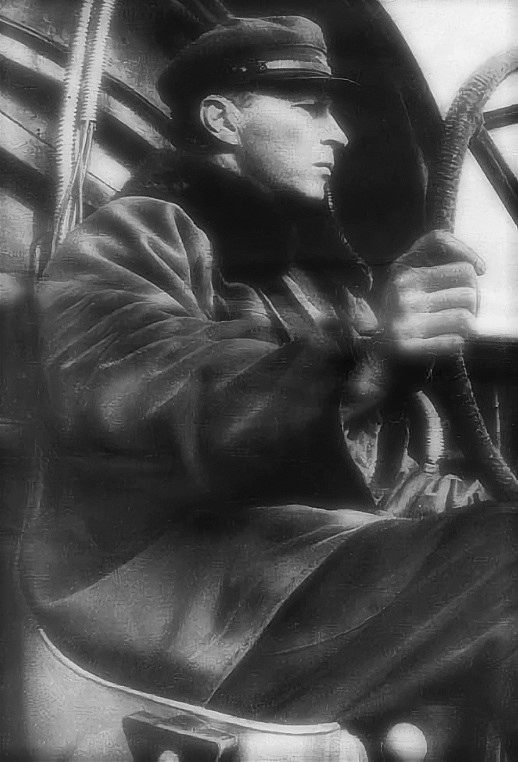
Заслуженный лётчик СССР Михаил Михайлович Громов за штурвалом самолёта-гиганта АНТ-20 «Максим Горький».
Фото М. Калашникова, 1934 г.

Михаи́л Миха́йлович Гро́мов (12 (24) февраля 1899, Тверь — 22 января 1985, Москва) — советский лётчик и военачальник, генерал-полковник авиации, спортсмен (чемпион СССР 1923 года по тяжёлой атлетике), профессор, Герой Советского Союза (1934). Заслуженный лётчик СССР (1925).

## Биография

### Ранние годы
Михаил Громов родился 12 февраля 1899 года в Твери в семье военного врача, выслужившего потомственное дворянство. Детство и юность провёл в Калуге, Ржеве, военном городке Мыза Раево неподалёку от железнодорожной станции Лосиноостровская Московской железной дороги, вокруг которой позже вырос город Бабушкин.
Окончил Реальное училище Воскресенского. С 1910 года увлекался авиамодельным спортом и живописью, также добился высоких результатов в тяжелой атлетике (установил в своё время рекорд города Москвы на соревнованиях в одной из дисциплин). В 1916—1917 годах учился в Императорском Московском техническом училище. В 1917 году окончил авиационные теоретические курсы при ИМТУ. В 1917 году был призван в Русскую императорскую армию, где окончил курсы телеграфистов. В том же году впервые поднялся в небо на самолёте «Farman F.30».

### После революции
В 1918 году вступил в Красную Армию, где окончил Московскую лётную школу и первое время служил в ней лётчиком-инструктором, освоил ряд самолётов «Моран» и «Ньюпор». В ноябре 1919 года стал лётчиком 29-го разведывательного авиаотряда на Восточном фронте, затем служил лётчиком 2-го авиакрыла Приуральского сектора войск внутренней охраны. Участвовал в боях Гражданской войны.
В 1920—1922 годах — лётчик-инструктор, в 1922—1924 годах — начальник отделения боевого применения 1-й Московской авиашколы. Весной 1923 года был временно прикомандирован лётчиком-инструктором и командиром учебного авиаотряда к Серпуховской высшей школе воздушного боя, где одним из его курсантов стал Валерий Чкалов.
Продолжая активно заниматься спортом (бегом и гимнастикой), в эти годы был одним из первых спортсменов-тяжелоатлетов в Красной Армии, в 1923 году стал чемпионом СССР по тяжёлой атлетике в тяжёлом весе.

### Лётная работа в довоенный период

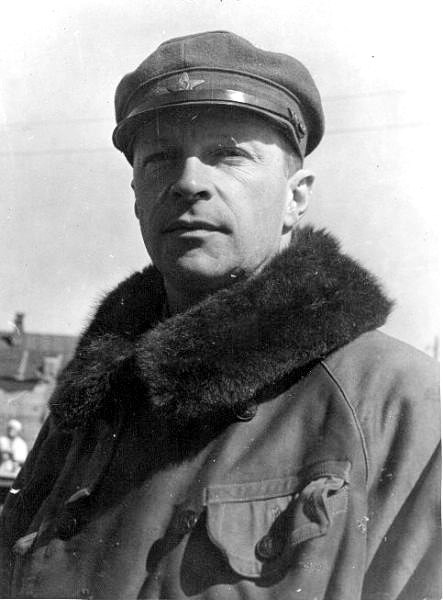
Громов, 1934 г.

В период с 1924 по 1930 год находился на лётно-испытательной работе в НИИ ВВС (ГЛИЦ МО им. В. П. Чкалова). В 1925 году Михаил Громов стал участником авиаперелёта Москва — Пекин — Токио, за который был награждён орденом Красного Знамени и удостоен звания заслуженного лётчика.
В этом институте выполнил первый полёт и провёл заводские и государственные испытания самолётов У-2 (1927), И-4 (1927), И-3 (1928), И-4бис (1928), АНТ-9 (1929), Р-6 (1929). Выполнил ряд дальних перелётов. 23 июня 1927 года Громов стал первым советским лётчиком, спасшимся на парашюте из аварийного самолёта И-1 при вхождении того в неуправляемый штопор.
В период с 1930 по 1941 год работал лётчиком-испытателем в ЦАГИ. Там выполнил первый полёт и провёл испытания Р-7 (1930), И-8 (1930), ТБ-3 (1930), АНТ-14 (1931), АНТ-25 (1933), ТБ-4 (1933), АНТ-20 (1934), АНТ-35 (1936), Пе-8 (1936), БОК-15 (1939). Выполнил также ряд новых дальних перелётов в Европу, Китай и Японию.
С 10 по 12 сентября 1934 года в качестве командира экипажа самолёта АНТ-25 РД («Рекорд дальности») (второй пилот А. И. Филин, штурман — И. Т. Спирин) совершил рекордный по дальности и продолжительности перелёт по замкнутому маршруту Москва — Рязань — Харьков протяжённостью 12 411 км за 75 часов.
За мужество и героизм, проявленные при выполнении этого перелёта, лётчику-испытателю Михаилу Михайловичу Громову постановлением ЦИК СССР от 28 сентября 1934 года присвоено звание Героя Советского Союза с вручением ордена Ленина (в 1939 году после учреждения медали «Золотая Звезда» ему была вручена эта медаль за № 8). Остальные члены экипажа награждены орденами Ленина.
С 12 по 14 июля 1937 года вновь в качестве командира экипажа АНТ-25-1 (второй пилот — А. Б. Юмашев, штурман — С. А. Данилин) вновь совершил сверхдальний беспосадочный перелёт Москва — Северный полюс — Сан-Джасинто (Калифорния, США), установив три мировых авиационных рекорда дальности полёта. Но поскольку тогда звание дважды Героя Советского Союза не присваивалось, то М. М. Громов был награждён орденом Красного Знамени, а обоим членам его экипажа было присвоено звание Героя Советского Союза. За этот полёт Международная авиационная федерация (ФАИ) наградила пилотов и штурмана экипажа медалью Анри де Лаво за лучшее достижение 1937 года.
Обладая известностью и влиянием в высших кругах власти, М. М. Громов вместе с прославленной лётчицей В. С. Гризодубовой добился пересмотра дела С. П. Королёва, результатом чего стал перевод Королёва из лагеря на Колыме в «Туполевскую шарагу» ЦКБ-29.
Много внимания уделял научным вопросам безопасности полётов самолётов, в том числе поддержал инициативу создания Лётно-исследовательского института. С 1940 года — начальник Научно-технической группы при наркомате авиационной промышленности СССР. С марта по август 1941 года — начальник Лётно-исследовательского института. После начала Великой Отечественной войны в августе—декабре 1941 года находился в правительственной командировке в США по вопросам закупки американских самолётов.

### Военные годы
После возвращения в СССР принимал участие в боевых действиях на командных должностях:
- декабрь 1941 — февраль 1942 — командир 31-й смешанной авиадивизии (Калининский фронт);
- февраль — май 1942 — командующий ВВС Калининского фронта;
- май 1942 — май 1943 — командующий 3-й воздушной армией;
- май 1943 — июнь 1944 — командующий 1-й воздушной армией;
- 1944—1946 — начальник Главного Управления боевой подготовки фронтовой авиации ВВС.

По окончании войны продолжил службу в Советской армии, с 1946 по 1949 годы — заместитель командующего Дальней авиацией. В 1949—1955 годах — начальник Управления лётной службы МАП СССР. C 1955 года — в запасе.

### После войны
После войны совместно с женой Н. Г. Громовой занимался конным спортом — участвовал в рысистых бегах на Центральном Московском ипподроме под псевдонимом «Михайлов», разрабатывал методы тренировки лошадей по стипль-чезу.
Жил в Москве, активно занимался общественной деятельностью. В 1959—1963 годах — председатель Федерации тяжёлой атлетики СССР (на Олимпийских играх 1960 года выступали 6 советских тяжелоатлетов и выиграли 5 золотых наград в 7 категориях).
Депутат Верховного Совета СССР первого созыва (1937—1946).

### Смерть
Михаил Михайлович Громов умер 22 января 1985 года, он похоронен в Москве на Новодевичьем кладбище.

### Семья

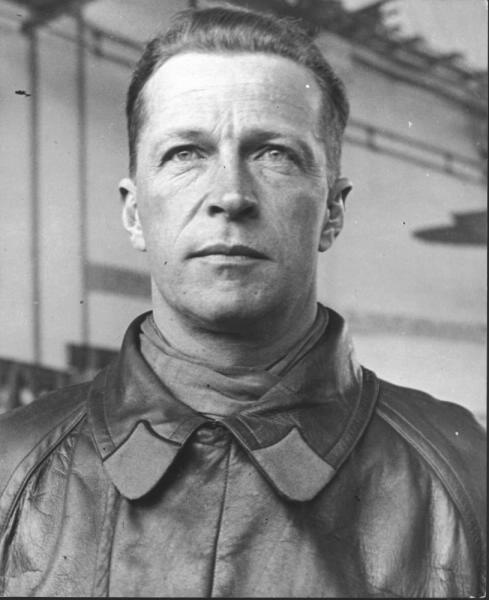
М. М. Громов, начало 1930-х годов

Согласно автобиографии, публикация которой в начале 1970-х годов была чрезвычайно затруднена по причине цензуры, Михаил Громов имел в своём социальном происхождении как дворянские, так и крестьянские корни. Отец, Михаил Константинович Громов, происходил из дворянской интеллигенции, служил военным врачом. Мать, Любовь Игнатьевна Андреева, происходила из малограмотной крестьянской семьи, но окончила акушерские курсы.
4-я жена — Громова Нина Георгиевна (30 января 1922 — 28 января 2019 года) — советская спортсменка, мастер спорта СССР в конном спорте, почётный президент Федерации конного спорта России. Дочь София родилась 13.02.1949.

## Награды и звания
Отечественные награды
- Медаль «Золотая Звезда» Героя Советского Союза (28.09.1934, медаль № 8)
- Четыре ордена Ленина (28.09.1934, 21.02.1945, 25.02.1969, 23.02.1984)
- Орден Октябрьской Революции (23.02.1979)
- Четыре ордена Красного Знамени (17.07.1925, 1.09.1937, 3.11.1944, 24.06.1948)
- Орден Суворова II степени (30.08.1943)
- Орден Отечественной войны I степени (23.11.1942)
- Три ордена Красной Звезды (27.10.1932, 17.08.1933, 28.10.1967)
- Медаль «За трудовую доблесть» (16.09.1960) — за успешные выступления в XVII летних и VIII зимних Олимпийских играх 1960 года, а также за выдающиеся спортивные достижения[12]
- Медаль «В ознаменование 100-летия со дня рождения Владимира Ильича Ленина» (1970)
- Медаль «За оборону Москвы»
- Медаль «За победу над Германией в Великой Отечественной войне 1941—1945 гг.» (1945)
- Медаль «20 лет Победы в Великой Отечественной войне 1941—1945 гг.» (1965)
- Медаль «30 лет Победы в Великой Отечественной войне 1941—1945 гг.» (1975)
- Медаль «XX лет Рабоче-Крестьянской Красной Армии» (1938)
- Медаль «30 лет Советской Армии и Флота» (1948)
- Медаль «40 лет Вооружённых Сил СССР» (1958)
- Медаль «50 лет Вооружённых Сил СССР» (1968)
- Медаль «60 лет Вооружённых Сил СССР» (1978)
- Медаль «Ветеран Вооружённых Сил СССР»
- Медаль «В память 800-летия Москвы» (1947)

Иностранные награды
- Медаль де Лаво (ФАИ, 1937)
- Командор ордена Почётного легиона[13]

Почётные звания
- Чемпион СССР по тяжёлой атлетике (в тяжёлом весе) (1923)
- Профессор (1937)
- Заслуженный мастер спорта СССР (24.02.1969)
- Заслуженный лётчик СССР (17.07.1925)

Воинские звания
- Полковник (ноябрь 1936)
- Комбриг (22.02.1938)
- Генерал-майор авиации (3.05.1942)
- Генерал-лейтенант авиации (30.04.1943)
- Генерал-полковник авиации (19.08.1944)

## Память

### В мемориалах

Бюст М. М. Громова на территории ЛИИ имени М. М. Громова в Жуковском
Бюст М. М. Громова в городе Ржеве Тверской области
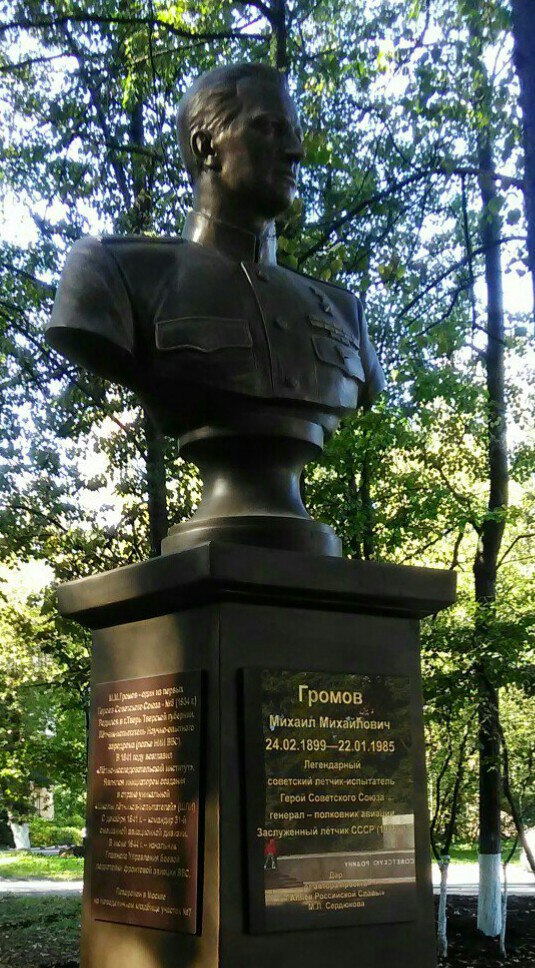
Бюст М. М. Громова в городе Щёлково (пос. Чкаловский) Московской области
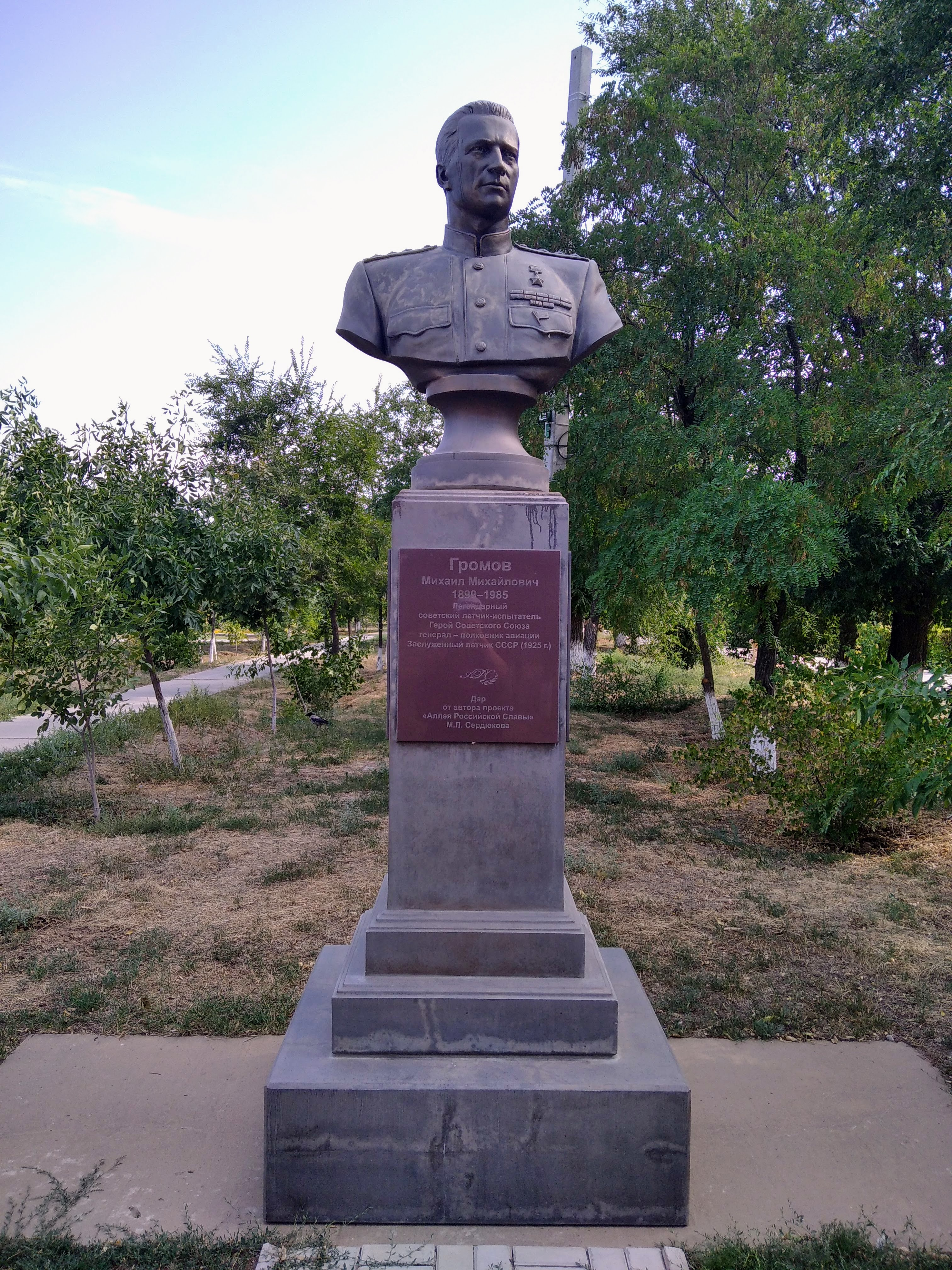
Бюст М. М. Громова на аллее славы в Ахтубинске
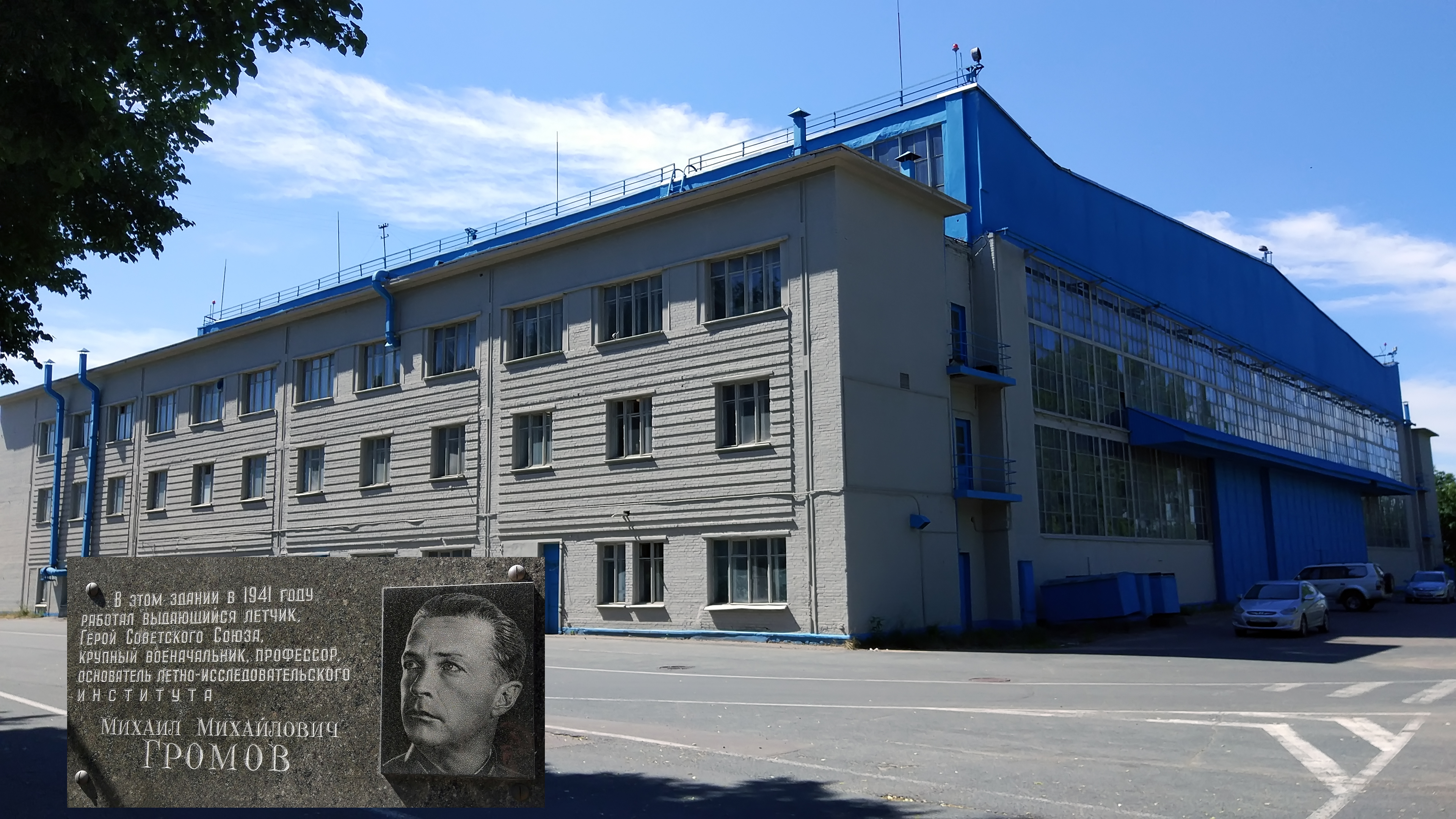
Мемориальная доска памяти М. М. Громова на первом ангаре ЛИИ им. М. М. Громова в Жуковском

- Бюсты Громова установлены в Твери, Ржеве, Жуковском (на территории ЛИИ им. М.М Громова), на аллее славы города Щелково (пос. Чкаловский)[14], на аллее славы в Ахтубинске[15]
- На историческом первом ангаре ЛИИ им. М. М. Громова, где работал М. М. Громов, установлена мемориальная доска

### В топонимике и иных почётных наименованиях
- Именем Громова названы улицы в: Быхове, Твери, Москве, Махачкале, Могилёве, Севастополе, Екатеринбурге, Витебске, Орше, Днепропетровске, Челябинске, Владивостоке, Ярославле, Туле, площадь в Жуковском. В 1937—1957 годах его имя носила улица в Воронеже.
- Ещё в военные годы именем лётчика были названы два партизанских отряда, действовавшие в Минской области: партизанский отряд имени М. М. Громова бригады «Буревестник» и партизанский отряд имени М. М. Громова 64-й бригады имени В. П. Чкалова[16].
- С 1986 года имя лётчика носит Лётно-исследовательский институт в подмосковном Жуковском, в 2011 году в институте в качестве высшей корпоративной награды учреждена медаль М. М. Громова[17]
- Имя Громова присвоена школам в Жуковском и Киеве, тверскому аэроклубу
- Пассажирский широкофюзеляжный самолёт Ил-96-300 RA-96015 российской авиакомпании «Аэрофлот» и сверхзвуковой стратегический бомбардировщик-ракетоносец Ту-160 названы именем лётчика
- В калифорнийском городе Сан-Джасинто действует «Громовский комитет», состоящий из лётчиков и членов семей, встречавших в 1937 году советский экипаж в США[18]. В мэрии Сан-Джасинто на почётном месте установлен портрет Громова[18]
- Имя лётчика носит школа в Витебске ГУО «Средняя школа № 40 г. Витебска имени М. М. Громова»[19], а также школа в Киеве «Лицей № 227 имени М. М. Громова».
- В честь М. М. Громова названы нунатаки в Антарктиде (нунатаки Громова, Земля Эндерби, 67°45′ ю.ш., 50°40′ в. д., нанесены на карту в 1962 г. Советской Антарктической экспедицией, название присвоено не позже 1965 г.)[20].

М. М. Громов также увековечен и в зале Победы Белорусского государственного музея истории Великой Отечественной войны. Среди предметов, хранящихся в фондах музея и связанных с личностью героя, интерес представляет групповая фотография, на которой запечатлено командование 1-й воздушной армии в 1943 г. во время разработки боевой операции, а также фотоколлаж под названием «Сталинские питомцы — отважные летчики Страны Советов», на котором среди известных советских летчиков на центральном снимке запечатлен Герой Советского Союза Михаил Михайлович Громов.

### В филателии и фалеристике

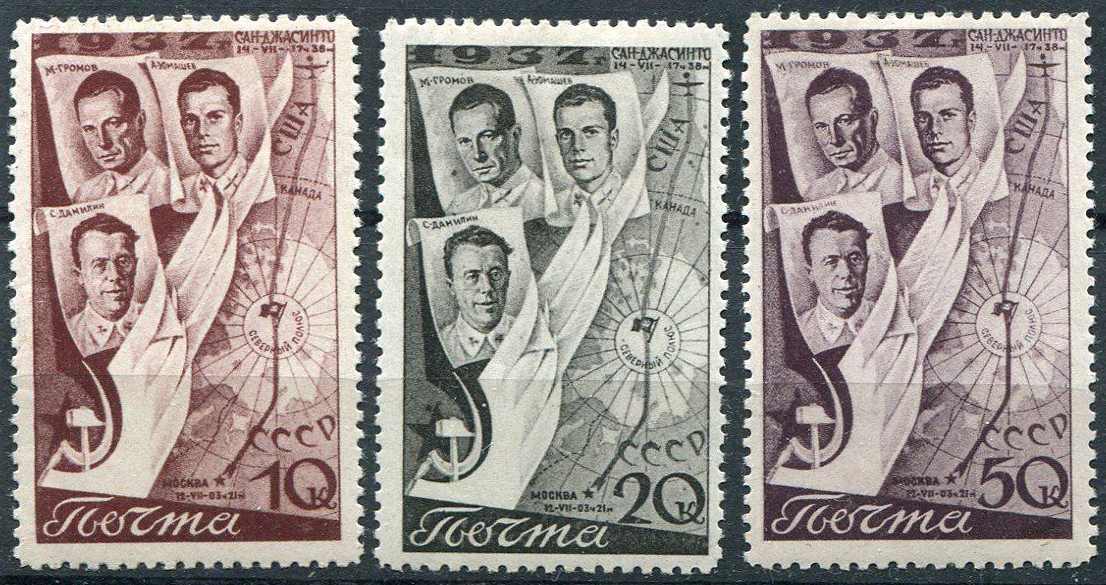
М. Громов, А. Юмашев и С. Данилин на серии почтовых марок (СССР, 1938 год)
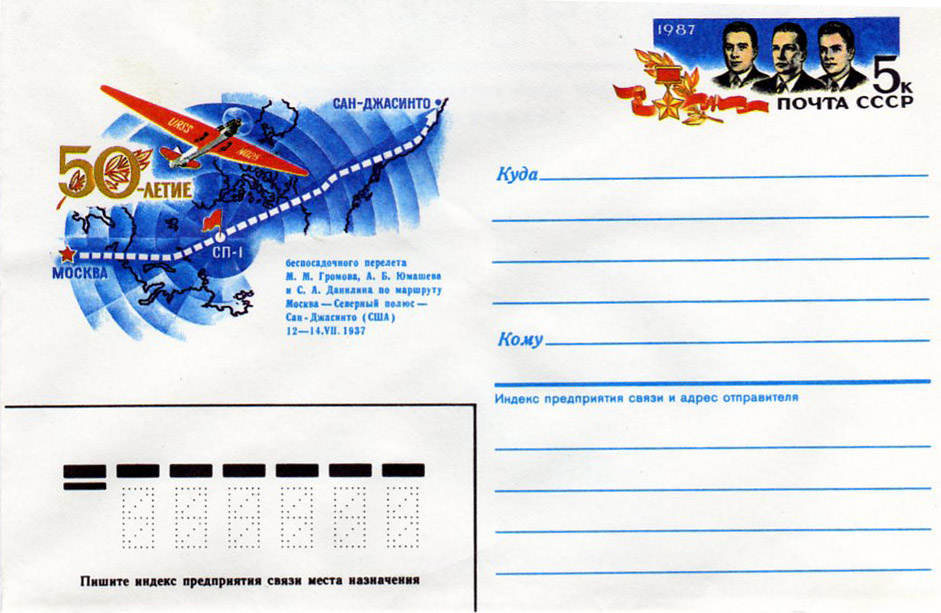
Конверт, посвящённый 50-летию перелёта экипажа М. М. Громова через Северный полюс в Сан-Джасинто (Калифорния) (почта СССР, 1987)
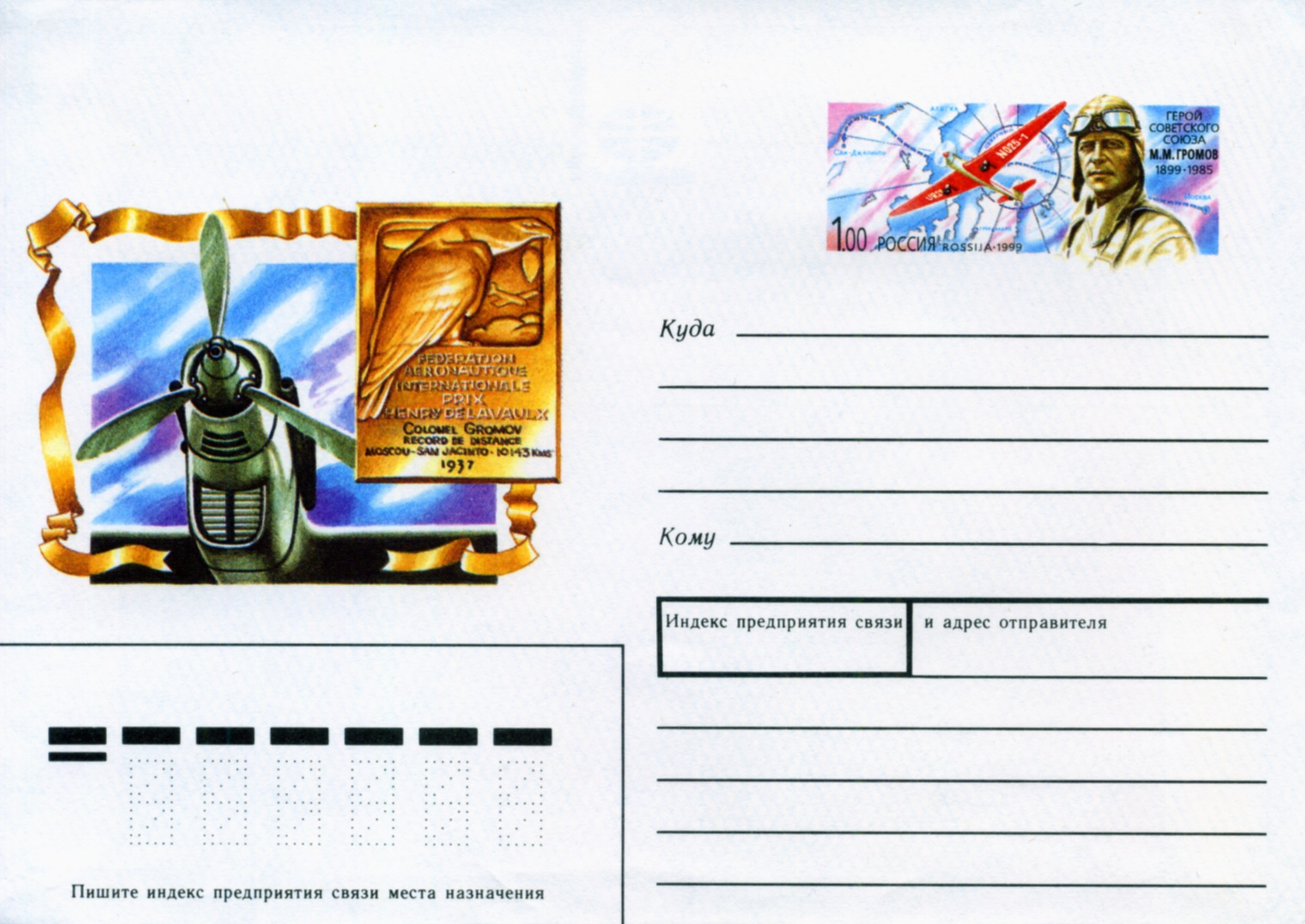
Конверт почты России к 100-летнему юбилею со дня рождения М. М. Громова (1999)
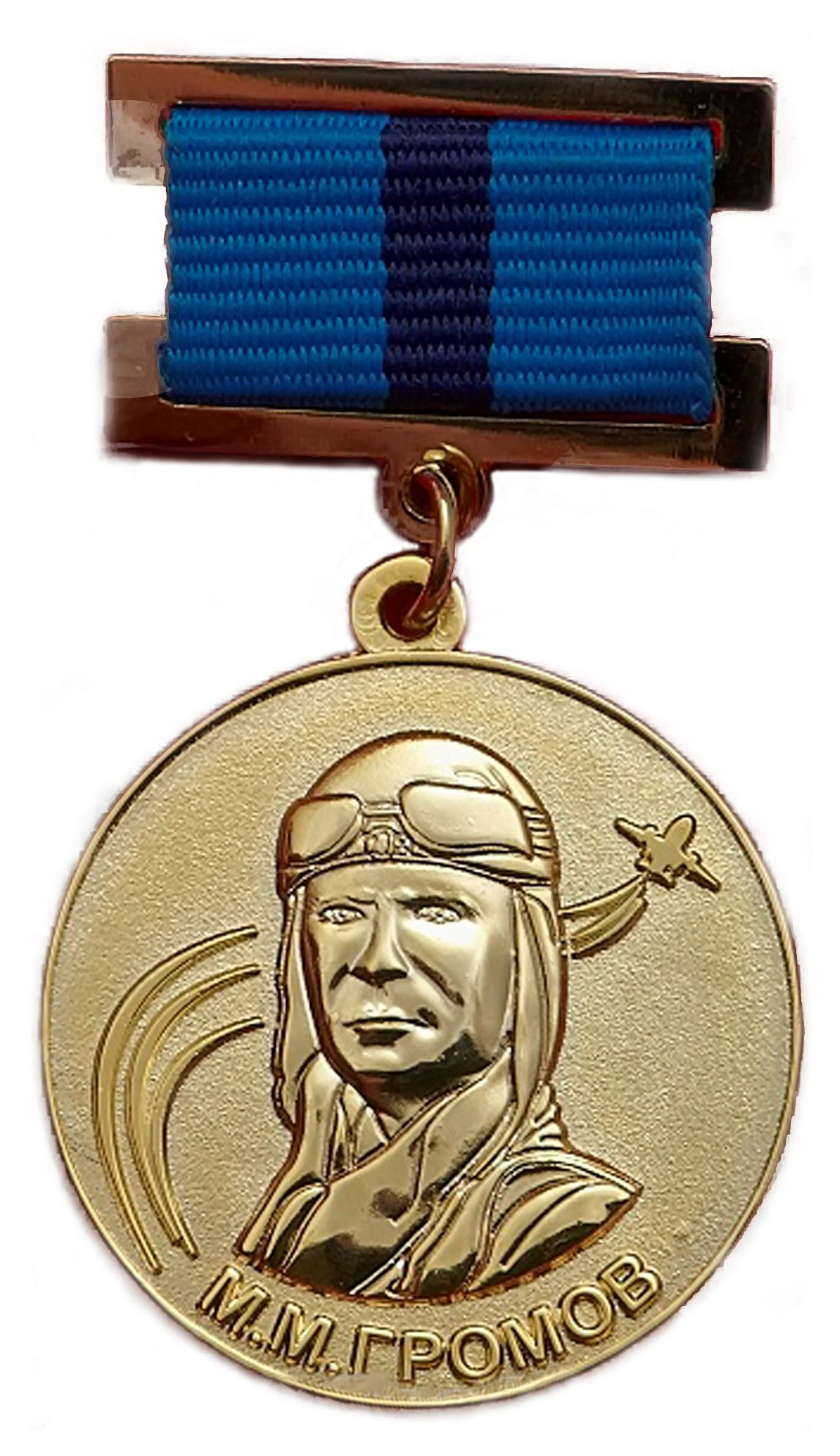
Медаль М.М. Громова (2011)
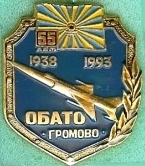
Нагрудный значок ОБАТО-Громово

## Сочинения
- М. М. Gromov. Across the North pole to America. — Moscow: Foreign Languages Publishing House, 1939. — 38 с.
- Громов М. М. Через всю жизнь — М.: Молодая гвардия, 1986.
- Громов М. М. О лётной профессии — М., 1993.
- Громов М. М. На земле и в небе. 1-е изд. — Жуковский: «Печатный двор», 1999.
- Громов М. М. В небе и на земле: Заметки о лётной профессии. — М.: «Гласность», 2011. — 528 с., ил. — 1 000 экз. — ISBN 978-5-903780-12-9.
- Громов М. М. Заметки о лётной профессии[21].
- Громов М. М. Тому, кто хочет летать и работать лучше: заметки о лётной профессии. — М.: Гласность, 2012. — 318 с. — ISBN 978-5-903780-19-8.[22][23].

## Факты
- Имя Громова упоминается в песне «Боевая Сталинская»

И ребятам есть одна забота:

Подрасти бы только поскорей,

Чтоб водить, как Громов, самолёты,

Быть бойцом Республики своей.
- После выхода в 1943 году фильма «Воздушный извозчик» актёры Михаил Жаров и Людмила Целиковская провели три месяца в расположении 3-й воздушной армии Громова, выступая перед лётчиками. Громов показал Жарову ложный аэродром армии, работа которого стала впоследствии основой сюжета фильма М. Жарова «Беспокойное хозяйство» (1946)[24].
- В 1940 году, написал письмо Лаврентию Берии, в результате чего Сергей Королёв, осужденный по 58-й статье к 10 годам лагерей, был переведен с Колымы в спецтюрьму ЦКБ-29, т. н. «шарашку», чем фактически спас ему жизнь[25].

## Фильмография
- Звёздное эхо Михаила Громова, документальный фильм, «ВИБ-Фильм», 2017 год
- Полярный гамбит. Драма в тени легенды, документальный фильм, ГТРК «Культура», 2012 год
- Высота Михаила Громова, документальный фильм, «ПТК», 2022 год
- Люди, сделавшие землю круглой, (документальный фильм), 2015 год